# 히키치 유야 (1983년)
히키치 유야(일본어: 挽地 祐哉, 1983년 5월 2일 ~ )는 일본의 전 축구 선수이다.

## 구단 경력
과거 주빌로 이와타, 쇼난 벨마레, 도쿠시마 보르티스, 츠바이겐 가나자와에서 활동하였다.